# Isonema
Isonema là chi thực vật có hoa trong họ Apocynaceae.